# 2023 v loďstvech
Tento článek obsahuje významné události v oblasti loďstev v roce 2023.

## Události
Aktuální události prosím přidejte i sem (bez referencí) pro zobrazení na hlavní straně portálu

### Leden
6. ledna
- Britská oceánská hlídková loď HMS Medway zachránila pětičlennou posádku remorkéru, který se potopil u Anguilly.[1]

### Únor
3. února
- Vyřazená brazilská letadlová loď São Paulo byla záměrně potopena v Atlantiku, 350 km od brazilského pobřeží.[2]

### Březen
19. března
- Nizozemská ministryně obrany Kaisa Ollongren během návštěvy Ukrajiny oznámila, že země v budoucnu předá ukrajinskému námořnictvu dvě minolovky třídy Tripartite. Předání bude možné po dokončení jejich náhrady, kterou budou od roku 2025 minolovky třídy RMCM.[3]

### Duben
3. dubna
- Nizozemsko se rozhodlo rozšířit výzbroj svých fregat třídy De Zeven Provinciën a ponorek třídy Walrus o americké střely s plochou dráhou letu BGM-109 Tomahawk. Na fregaty mají být umístěny v rámci údržby v letech 2025-2029.[4]

24. dubna
- Ukrajinské námořní drony podnikly útok na ruskou vojenskou základnu v Sevastopolu na okupovaném Krymu. Žádnému z plavidel se nepodařilo proniknout do přístavu.[5]

29. dubna
- V mezinárodních vodách ománského zálivu Írán obsadil ropný tanker typu Suezmax Advantage Sweet, plující pod vlajkou Marshallových ostrovů.[6]

### Květen
2. května
- Dánsko potvrdilo, že krátce před sabotáží podmořského plynovodu Nord Stream se ve stejné oblasti pohybovala ruská záchranná loď SS-750 (projekt 141) s miniponorkou AS-26 (projektu 1855, třída Priz) na palubě.[7]

3. května
- Námořní síly Íránských revolučních gard v Hormuzském průlivu obsadily ropný tanker Niovi, plující z Dubaje pod panamskou vlajkou. Na moři tanker obklíčil přibližně tucet íránských rychlých člunů. Následně byl tanker přinucen změnit kurz do íránského přístavu Bandar Abbás.[8]

23. května
- Loděnice Daewoo Shipbuilding & Marine Engineering (DSME) v Okpo byla dokončena akvizicí koncernem Hanwha Group po několikaměsíčním posuzování jihokorejskými úřady a změnila název na Hanwha Ocean.[9]

24. května
- Ukrajina pomocí několika hladinových dronů napadla ruskou špionážní loď projektu 18280 Ivan Churs, plující poblíž úžiny Bospor. Rusko uvedlo, že všechny drony posádka včas zničila, naopak ukrajinská média zveřejnila záběry, naznačující přinejmenším jeden zásah a uvedla, že plavidlo bylo poškozeno na zádi.[10]

### Červenec
17. července
- Ukrajina pomocí několika hladinových dronů napadla Krymský most, spojující Rusko s Ruskem okupovaným Krymem. Výbuch poškodil část silničního mostu. Při akci zemřel manželský pár pocházející z ruské Bělgorodské oblasti. Jejich dcera byla zraněna.[10]

30. července
- Tři civilních nákladní lodě prolomily ruskou blokádu na Černém moři a zakotvily v ukrajinském přístavu Izmajil. Stalo se tak 22 dní poté, co Moskva zrušila obilnou dohodu s Kyjevem, která Ukrajině umožňovala bezpečně vyvážet desítky milionů tun obilí. Jednalo o izraelské plavidlo se značkou Ams1, řecké plavidlo Sahin 2 a plavidlo Yilmaz Kaptan mající turecko-gruzínskou registraci. Plavidla nijak neskrývala svou polohu a cíl, neboť měla zapnutá svá komunikační a sledovací zařízení.[11]

### Srpen
4. srpna
- Ukrajina v noci na pátek pomocí hladinového dronu poškodila ruskou tankovou výsadkovou loď Oleněgorskij Gorňak Projektu 775 (třída Ropucha). K útoku došlo v Novorossijsku. Druhý den se objevilo video zachycující plavidlo ve výrazném náklonu na levobok a v doprovodu remorkérů.[12]

5. srpna
- Ukrajinský námořní dron v noci na sobotu zasáhl ruský tanker Sig plující v blízkosti Kerčského průlivu. Nikdo z posádky nebyl raněn. V minulosti tanker přepravoval letecké palivo pro ruské jednotky zapojené do konfliktu v Sýrii.[13]

21. srpna
- Dle informací média The Times při havárii na čínské jaderné útočné ponorce typu 093 zemřelo 55 námořníků. Informace však nebyla oficiálně potvrzena.[14]

24. srpna
- Ukrajinské námořnictvo zformovalo 385. samostatnou brigádu námořních bezpilotních komplexů zvláštního určení, vůbec první jednotku výbušných dronů. Založení jednotky bylo součástí oslav Dne nezávislosti Ukrajiny.[15]

### Září
13. září
- V noci na 13. září Ukrajina několika řízenými střelami (pravděpodobně Storm Shadow) zasáhla suchý dok v Sevastopolu, ve kterém se nacházela výsadková loď Minsk projektu 775 (třída Ropucha) a ponorka B-237 Rostov na Donu projektu 636.3 (třída Kilo). Obě plavidla byla vážně poškozena.[16]

20. září
- Ke smrtelné nehodě došlo na jihoafrické ponorce SAS Manthatisi (S101). Při nácviku vertikálního zásobování (VertRep) pomocí vrtulníku Super Lynx vlny smetly z paluby ponorky sedm námořníků. Do jejich záchrany se zapojily vrtulníky Super Lynx a Oryx 22. perutě, avšak situaci komplikovalo rozbouřené moře. Tři námořníci nepřežili a čtvrtý skončil v nemocnici v kritickém stavu.[17]

21. září
- Do Istanbulu doplula Resilient Africa, první loď přepravující ukrajinské obilí od konce obilné dohody. Rusko přitom vyhrožuje útoky na plavidla narušující jeho blokádu. Plavidlo s nákladem 3000 tunami ukrajinské pšenice vyplulo 19. září z ukrajinského přístavu Čornomorsk.

22. září
- Ukrajina podnikla úspěšný raketový útok na sídlo velení Černomořského loďstva v Sevastopolu na okupovaném Krymu.[18]

24. září
- Do Istanbulu doplula druhá loď s nákladem ukrajinského obilí. Plavidlo Aroyat, plující pod vlajkou Palau, vyplulo 22. září z ukrajinského přístavu Čornomorsk.[19]

### Říjen
6. října
- Turecká nákladní loď Kafkametler najela u rumunských břehů Černého moře na minu. Stalo se tak přibližně v 9:20 GMT (11:20 SELČ) asi jedenáct námořních mil severně od rumunského přístavního města Sulina, poblíž ústí Sulinského ramene Dunaje do Černého moře. Po vypuknutí ruské invaze na Ukrajinu je oblast pojišťovnami považována za vysoce rizikovou zónu a plovoucí miny jsou zde stále nebezpečím.[20]

8. října
- V souvislosti s válkou Izraele s Hamásem námořnictvo Spojených států amerických přesouvá do východního Středomoří letadlovou loď USS Gerald R. Ford (CVN-78) s doprovodem tvořeným raketovým křižníkem USS Normandy (CG-60) a torpédoborci USS Thomas Hudner (DDG-116), USS Ramage (DDG-61), USS Carney (DDG-64) a USS Roosevelt (DDG-80).[21]

14. října
- V souvislosti s válkou Izraele s Hamásem námořnictvo Spojených států amerických vyslalo do východního Středomoří druhou letadlovou loď, která se připojí ke skupině letadlové lodě USS Gerald R. Ford. Letadlová loď USS Dwight D. Eisenhower (CVN-69)  s doprovodem vypluly ze základny v Norfolku. Doprovodnou skupinu tvoří raketový křižník USS Philippine Sea (CG-58) a torpédoborce USS Gravely (DDG-107) a USS Mason (DDG-87). Připojí se rovněž italská fregata Virginio Fasan (F 591).[22]

- V souvislosti s válkou Izraele s Hamásem Britské královské námořnictvo vyslalo do východního Středomoří plavila RFA Lyme Bay a RFA Argus s několika vrtulníky a oddílem námořní pěchoty.[23]

23. října
- Thajský ministr obrany oznámil pozastavení akvizice tří čínských ponorek typu S26T pro Thajské královské námořnictvo. Realizaci komplikoval německý nesouhlas s exportem dieselů a odmítnutí jejich náhrady motory čínskými.

25. října
- V souvislosti s válkou Izraele s Hamásem francouzské námořnictvo vyslalo do východního Středomoří vrtulníkovou výsadkovou loď třídy Mistral Tonnerre a fregaty Alsace a Surcouf.[24]

### Listopad
3. listopadu
- Válka Izraele s Hamásem: Francouzské námořnictvo vyslalo do oblasti pásma Gazy vrtulníkovou výsadkovou loď třídy Mistral Dixmude. Připojí se tak ke svému sesterskému plavidlu Tonnerre.[25]

4. listopadu
- V loděnici Zaliv v Kerči na okupovaném Krymu se ukrajinským ozbrojeným silám podařilo nejméně jednou zasáhnout téměř dokončenou ruskou korvetu Projektu 22800 Askold. Korveta patří mezi ruská plavidla schopná nést střely s plochou dráhou letu Kalibr. Analytici se domnívají, že útok provedly střely Storm Shadow / SCALP.

8. listopadu
- V Oděské oblasti ruská střela zasáhla civilní loď plující pod liberijskou vlajkou. Dle ukrajinské armády při útoku zahynul lodivod. Čtyři osoby utrpěly zranění.[26]

15. listopadu
- Americký torpédoborec USS Thomas Hudner (DDG-116) sestřelil jemenskými Hútíji vypuštěný dron. O den dříve Hútíové vypustili raketu na izraelský přístav Ejlat.[27]

19. listopadu
- Jemenští Hútíjové v Rudém moři unesli civilní loď pro přepravu vozidel Galaxy Leader plující z Turecka do Indie. Útočníky na palubu přepravil vrtulník označený vlajkami Jemenu a Palestiny. Zajato bylo 25 členů posádky. Plavidlo přesměrovali do jemenského přístavu Hudajda.[28][29]

24. listopadu
- V Indickém oceánu byla zasažena kontejnerová loď CMA CGM Symi. Plavidlo plující pod vlajkou Malty pravděpodobně zasáhl íránský dron. Nikdo nebyl raněn. Vlastníkem společnosti CMA CGM je izraelský podnikatel Idan Ofer.[30]

26. listopadu
- V Adenském zálivu došlo k pokusu o únos tankeru MV Central Park. Tanker plující pod vlajkou Libérie vlastní společnost Zodiac Maritime vlastněná izraelským podnikatelem. Útočníci se na palubu vylodili z malého plavidla. Posádka tankeru se zabarikádovala v chráněných prostorách uvnitř lodi a útočníkům se nepodařilo dokončit jeho obsazení. Proto se na člunu vydali zpět k jemenskému pobřeží. Na volání o pomoc zareagoval americký torpédoborec USS Mason (DDG-87) a japonská válečná loď. Američané na místo vyslali vrtulník a únosci byli zadrženi.[31]

### Prosinec
3. prosince
- Jemenští Hútíové v Rudém moři napadli pomocí raket a dronů několik civilních plavidel. Balistickou raketou zasáhli plavidlo Unity Explorer, plující pod bahamskou vlajkou a pod panamskou vlajkou plující plavidla Number 9 a Sophie II. Na volání o pomoc zareagoval americký torpédoborec USS Carney (DDG-64), který tři z dronů sestřelil.[32]

6. prosince
- Americký torpédoborec USS Mason (DDG-87) v Rudém moři sestřelil hútíjský dron. Jemenští Hútíové uvedli, že budou napadat plavidla mající vazbu na Izrael.[33]

9. prosince
- Francouzská fregata třídy FREMM Languedoc (D 653) protiletadlovými řízenými střelami Aster 15 sestřelila dvojici hútíjských dronů, které k ní směřovaly od pobřeží Jemenu. Bylo to vůbec první bojové nasazení fregaty třídy FREMM a systému MBDA Aster.[34]

10. prosince
- Americký torpédoborec USS Carney (DDG-64) v Rudém moři sestřelil tři hútíjské drony, ohrožující námořní plavbu.[33]

11. prosince
- Ve večerních hodinách byl pod norskou vlajkou plující tanker MT Strinda zasažen hútíjským leteckým útokem a vypukl na něm požár. Francouzská fregata třídy FREMM Languedoc (D 653) následně sestřelila další tanker ohrožující dron. Na tankeru nebyl nikdo raněn. Z nebezpečné oblasti jej následně doprovodil americký torpédoborec USS Mason (DDG-87).[33]

15. prosince
- Jemenští Hútíové v průlivu Mandeb balistickou raketou zasáhli kontejnerovou loď MV Palatinum 3, plující pod vlajkou Libérie. Na plavidlu vypukl požár.[35]

- Velké mezinárodní přepravní společnosti Maersk, Hapag-Lloyd a CMA CGM oznámily, že jejich plavidla přestanou proplouvat Rudým mořem.[36]

16. prosince
- Britský torpédoborec třídy Daring HMS Diamond (D34) v Rudém moři střelou Sea Viper (brtiské označení střel Aster) sestřelil dron vypuštěný z Hútíji kontrolované oblasti Jemenu. Byl to první zásah britské válečné lodě proti vzdušnému cíli od války v Zálivu  a počátku 90. let 20. století.

- Ve stejný den americký torpédoborec USS Carney (DDG-64) zasáhl proti skupině čtrnácti hútíjských dronů.[35]

18. prosince
- Americký ministr obrany Lloyd Austin informoval o zahájení mezinárodní operace Prosperity Guardian, která je reakcí na útoky jemenských Hútíjů, ohrožující námořní bezpečnost v Rudém moři. Jejich útoky začaly 14. listopadu raketovým útokem směřujícím na izraelský přístav Ejlat. Na operaci se podílí Bahrajn, Francie, Kanada, Itálie, Nizozemsko, Norsko, Seychely, Spojené státy americké, Španělsko a Velká Británie.[27]

23. prosince
- Jemenští Hútíové podnikli několik útoků na námořní dopravu v Rudém moři. Zaznamenány byly dvě balistické rakety a americký torpédoborec USS Laboon (DDG-58) v rámci operace Prosperity Guardian sestřelil dva drony. Ve stejný den dopadl dron v blízkosti tankeru MV Blaamanen a zásah dronem hlásil tanker MV Saibaba. Byly to čtrnáctý a patnáctý hútíjský útok na civilní lodě od 17. října 2023.[37]

- V reakci na hútíjské útoky na námořní dopravu v oblasti Rudého moře indické námořnictvo vyslalo torpédoborce INS Kolkata (D63), INS Kochi (D64) a INS Mormugao (D67) a hlídkové letouny P-8I s cílem posílit bezpečnost v ohrožených oblastech. Důvodem bylo i pravděpodobné poškození tankeru MV Chem Pluto dronem. Tanker s téměř kompletně indickou posádkou nakonec 25. prosince 2023 dosáhl Bombaje.[38]

26. prosince
- Velitel ukrajinského letectva generálporučík Mykola Oleščuk oznámil provedení útoku řízenými střelami vedoucího ke zničení ruské výsadkové tankové lodi projektu 775 Novočerkassk v krymském přístavu Feodosija.[39] Představitelé ruské strany útok potvrdili, ale podle jejich tvrzení byla loď pouze poškozena a obráncům se podařilo sestřelit dva ukrajinské bombardéry Suchoj Su-24.[40]

- Britské královské námořnictvo vyslalo oceánskou hlídkovou loď HMS Trent (P224) na návštěvu jihoamerického státu Guyana, který jako člen Commonwealthu čelí teritoriálním požadavkům sousední Venezuely. Venezuela vyslání plavidla označila jako „nepřátelskou provokaci“.[41][42]

28. prosince
- Americký torpédoborec USS Mason (DDG-87) v Rudém moři v rámci operace Prosperity Guardian sestřelil hútíjský dron a balistickou raketu. Byl to 22. hutíjský útok na mezinárodní námořní dopravu od 19. října 2023.[43]

30. prosince
- Kontejnerová loď Maersk Hangzhou byla zasažena hútíjskou protilodní střelou. Nikdo nebyl raněn.

31. prosince
- Kontejnerovou loď Maersk Hangzhou se pokusily zajmout hútíjští ozbrojenci plující na čtyřech malých člunech. Americká letadlová loď USS Dwight D. Eisenhower (CVN-69) a torpédoborec USS Gravely (DDG-107) na pomoc vyslaly vrtulníky, které tři z člunů potopily a čtvrtý zahnaly. Torpédoborec Gravely zároveň sestřelil dvě hútíjské balistické rakety, které Maersk Hangzhou ohrožovaly.[44][45]

## Lodě vstoupivší do služby
- 12. ledna –  ICGS Kamla Devi (224) – hlídková loď třídy Rajshree

- 15. ledna –  I-sing (537) – fregata typu 054A

- 19. ledna –  dr. Radjiman Wedyodiningrat (992) – nemocniční a pomocná výsadková loď třídy Makassar

- 19. ledna –  MAI 1106 a MAI 1107 – hlídkové lodě Damen FCS 4008 Patrol

- 23. ledna –  INS Vagir (S25) – ponorka třídy Scorpène

- 13. února –  Wakasa (PL-93) – hlídková loď třídy Kunigami

- 14. února –  ORP Mewa (603) – minolovka třídy Kormoran 2

- 16. února –  USNS Apalachicola (T-EPF-13) – rychlá transportní loď třídy Spearhead

- 21. února –  Mudhafar (P5003) – hlídková loď Damen Stan Patrol 5009

- 22. února –  Tunb Al Kubra (L73) – výsadková loď třídy Al Saadiyat

- 23. února –  Misbar (P5002) – hlídková loď Damen Stan Patrol 5009

- 27. února –  Tedžon (FFG-823) – fregata třídy Tegu

- 28. února –  351, 352, 353 a 354 – rychlý hlídkové čluny třídy HSI 32

- 7. března –  Mikuma (FFM-4) – fregata třídy Mogami

- 9. března –  Šahíd Mahdaví (110-3) – mobilní báze

- 20. března –  Hakugei (SS-514) – ponorka třídy Taigei

- 21. března –  As-Siddiq (95) (ex Gallant (97)) – hlídková loď třídy Fearless

- 22. března –  P71 – oceánská hlídková loď

- 29. března –  Chaj-sün 03 – oceánská hlídková loď

- 30. března –  USCGC Warren Deyampert (WPC-1151) – kutr třídy Sentinel

- 1. dubna –  Soberanía I (GC85-1) – hlídkový člun třídy Defiant

- 1. dubna –  USS Santa Barbara (LCS-32) – littoral combat ship třídy Independence

- 6. dubna –  El Moutassadi (940) – korveta třídy El Moutassadi

- 10. dubna –  TCG Anadolu (L-400) – vrtulníková výsadková loď

- 21. dubna –  Ósumi (PL-202) – oceánská hlídková loď třídy Mijako

- 25. dubna –  HTMS Chang (LPD-792) – výsadková loď typu 071ET

- 26. dubna –  Ahn Mu (SS-085) – ponorka třídy Dosan Ahn Chang-ho

- 26. dubna –  FPV Lilibet – hlídková loď Damen Stan Patrol 5009

- 2. května –  MCGS Huravee (P 801) (ex INS Tarmugli (T91)) – hlídková loď třídy Car Nicobar

- 2. května –  L 310 – výsadková člun typu Aquarius LCA

- 6. května –  USS Cooperstown (LCS-23) – littoral combat ship třídy Freedom

- 10. května –  PNS Tippu Sultan (263) a PNS Shahjahan (264) – fregaty typu 054A/P

- 10. května –  086 a 088 - hlídkové čluny Couach 2200 FPB

- 13. května –  Merkurij – korveta projektu 20380

- 13. května –  USS Lenah Sutcliffe Higbee (DDG-123) – torpédoborec třídy Arleigh Burke

- 15. května –  Ťi-an (CG 607) – hlídková loď třídy An-pching

- 16. května –  Semaisma (F104) – korveta třídy Doha

- 17. května –  KRI Kapak (625) a KRI Panah (626) - raketové čluny třídy Sampari

- 19. května –  Čchonan (FFG-826) – fregata třídy Tegu

- 22. května –  Kada (LST-1314) – tanková výsadková loď třídy Kada

- 22. května –  Ibeno (P199) – hlídková loď typu 62/třídy River Town

- 22. května –  P496 a P497 – hlídkové čluny třídy Aresa 1700 Fighter II

- 26. května –  BRP Gener Tinangag (PG-903) a BRP Domingo Deluana (PG-905) – hlídkové čluny třídy Acero

- 1. června –  KRI Bung Karno (369) – korveta a prezidentská jachta třídy Bung Karno

- 2. června –  USCGC Maurice Jester (WPC-1152) – kutr třídy Sentinel

- 7. června –  Balčik (524) – hlídková loď třídy Patrol 45 WP Hybrid

- 10. června –  Neustadt (BP 84) – oceánská hlídková loď třídy Potsdam

- 11. června –  Al-Qahhar (905) – fregata třídy Al-Aziz

- 15. června –  Esperance (P2202) – hlídková loď třídy Esperance

- 19. června –  Jü-šan (LPD-1401) – výsadková loď třídy Jü-šan

- 24. června –  USS Carl M. Levin (DDG-120) – torpédoborec třídy Arleigh Burke

- 2. července –  Černihiv (M310) (ex HMS Grimsby (M108)) a Čerkasy (M311) (ex HMS Shoreham (M112)) - minolovky třídy Sandown

- 6. července –  Asanagi (PLH-43) – oceánská hlídková loď třídy Šunkó

- 11. července –  USNS Harvey Milk (T-AO-206) – zásobovací tanker třídy John Lewis

- 12. července –  BNS Shaheed Daulat (P411), BNS Shaheed Farid (P412), BNS Shahhed Mohibullah (P413) a BNS Shaheed Akhtar Uddin (P414) – hlídkové čluny třídy Padma

- 12. července –  BNS Tuna (L905), BNS Timi (L906), BNS Dolphin (L907) a BNS Penguin (L908) – výsadkové čluny třídy Sandwip

- 12. července –  Ciklon – korveta projektu 22800

- 22. července –  USS Canberra (LCS-30) – littoral combat ship třídy Independence

- 25. července –  Auguste Bénébig (P779) – oceánská hlídková loď třídy Félix Éboué

- 3. srpna –  Walo – oceánská hlídková loď třídy Walo

- 8. srpna –  INS Nahshon – výsadková loď třídy Nahshon

- 10. srpna –  USCGC John Patterson (WPC-1153) – kutr třídy Sentinel

- 19. srpna –  Jakov Lapuškin – výzkumná loď projektu 19910

- 14. srpna –  KRI Pulau Fani (731) a KRI Pulau Fanildo (732) – minolovky třídy Pulau Fani

- 16. srpna –  Anadyr – oceánská hlídková loď projektu 22100

- 23. srpna –  Rügen (ex Highland Endurance a Rota Endurance) – oceánského remorkéru a záchranná loď

- 30. srpna –  Jevgenij Gorigledžan – oceánografická loď projektu 02670

- 7. září –  KRI Tuna (876) – hlídkový člun třídy Dorang (PC-60)

- 11. září –  BRP Valentin Diaz (PS-177) (ex USS Monsoon (PC-4)) a BRP Ladislao Diwa (PS-178) (ex USS Chinook (PC-9)) – hlídkové lodě třídy Cyclone

- 11. září –  CCGS Vincent Massey (ex Tor Viking II) – ledoborec třídy Captain Molly Kool

- 14. září –  Rezkij – korveta projektu 20380

- 16. září –  USS Marinette (LCS-25) – littoral combat ship třídy Freedom

- 20. září –  T.997 a T.998 - hlídkové čluny třídy T.997

- 21. září –  Chaj-sün 08 – výzkumná loď

- 23. září –  PNS Babur (280) – korveta třídy Babur

- 27. září –  Raimondo Montecuccoli (P432) – oceánská hlídková loď třídy Thaon di Revel

- 30. září –  USS Augusta (LCS-34) – littoral combat ship třídy Independence

- říjen –  FSS Bethwel Henry (P902) – hlídková loď třídy Guardian

- 2. října –  Sublocotenent Ion Ghiculescu (M-270) (ex HMS Blyth (M111)) - minolovka třídy Sandown

- 7. října –  USS Jack H. Lucas (DDG-125) – torpédoborec třídy Arleigh Burke

- 10. října –  RFA Proteus (K60) (ex Topaz Tangaroa) – multi-role ocean surveillance ship

- 12. října –  Generał Józef Haller (SG-301) – oceánská hlídková loď

- 14. října –  USS Hyman G. Rickover (SSN-795) – ponorka třídy Virginia

- 19. října –  Fu-ťiang (PGG-620) – korveta třídy Tchuo-ťiang

- 19. října –  USCGC William Sparling (WPC-1154) – kutr třídy Sentinel

- 24. října –  Lientur (ATF-60) (ex Havila Neptune a Achilles Z) – oceánského remorkéru/podpůrná loď

- 26. října –  Čchunčchon (FFG-827) – fregata třídy Tegu

- 10. listopadu –  Wan-li (CG 609) – hlídková loď třídy An-pching

- 11. listopadu –  Podolsk – arktická hlídková loď projektu 22120

- 13. listopadu –  Lorraine (D 657) – fregata třídy FREMM

- 15. listopadu –  Artemis (A202) – zpravodajská loď

- 27. listopadu –  Dejlamán (78) – fregata třídy Moudž

- 28. listopadu –  B-608 Možajsk – ponorka projektu 636.3

- 29. listopadu –  Bani Yas (P110) – korveta třídy Bani Yas

- 29. listopadu –  HMJS Norman Manley (427) – hlídková loď Damen Stan Patrol 4207

- 30. listopadu –  Jumihari (PLH-44) – oceánská hlídková loď třídy Šunkó

- 30. listopadu –  Isaac Peral (S-81) – ponorka třídy Isaac Peral

- 4. prosince –  Jazan (834) – korveta třídy Al Jubail

- 4. prosince –  Carnota (A-61) (ex Ocean Osprey) – oceánského remorkéru a transportní loď

- 11. prosince –  K-554 Imperator Alexandr III – raketonosná ponorka Projektu 955A / třídy Borej-A

- 11. prosince –  K-571 Krasnojarsk – útočná ponorka Projektu 885M / třídy Jaseň-M

- 13. prosince –  Al-Faruq (99) (ex Brave (95)) – hlídková loď třídy Fearless

- 20. prosince –  KRI Marlin (877) – hlídkový člun třídy Dorang (PC-60)

- 20. prosince –  Južno-Sachalinsk – hlídková loď projektu 10410B

- 20. prosince –  Tchaj-čung (CG 1002) – hlídková loď třídy Čang-chua

- 24. prosince –  P211 – hlídková loď třídy Indaw (Osprey 50)

- 24. prosince –  P414 a P415 – hlídkové lodě třídy PGM-39

- 25. prosince –  Lev Černavin (660) – minolovka projektu 12700

- 25. prosince –  Naro-Fominsk – korveta projektu 21631

- 25. prosince –  Admiral Golovko – fregata projektu 22350

- 26. prosince –  INS Imphal (D68) – torpédoborec třídy Visakhapatnam

- 29. prosince –  Ufa – arktická hlídková loď projektu 22120

- 31. prosince –  Al-Qadeer (909) – fregata třídy Al-Aziz